# Julien et Marguerite de Ravalet
Julien et Marguerite de Ravalet sont les enfants de Jean III de Ravalet, seigneur de Tourlaville, et de Madeleine de Hennot. Ils ont été exécutés le 2 décembre 1603 en place de Grève à Paris pour adultère et inceste.

## Leur vie
Julien de Ravalet, sieur d'Arreville, naît en 1582 et Marguerite en 1586 au sein d'une famille qui compte onze frères et sœurs. Rapidement, leur complicité fraternelle se mue en relation incestueuse, qui contraint leurs parents à les séparer. Ils envoient Julien, qui a treize ans, au collège de Coutances. Il y reste trois ans.
Le 20 mars 1600 en l'église Notre-Dame de Tourlaville, Marguerite, 14 ans, est mariée à Jean Lefevre de Haupitois, plus âgé qu'elle selon les sources de quinze à trente-deux ans. Ce roturier tire sa richesse de la charge de collecteur de l'impôt royal. Le mariage n'est pas heureux et elle fuit le château conjugal, pour retrouver son frère.
Ils se cachent à Fougères puis à Paris. Le mari de Marguerite porte plainte et réclame justice. Julien et Marguerite sont arrêtés le 8 septembre 1603. Ils subissent la torture, sont emprisonnés, jugés pour adultère et inceste, accusations qu'ils nient. Ils sont condamnés à la décapitation. Marguerite étant enceinte, l'exécution est reportée après la naissance de l'enfant. Malgré une requête de grâce de leur père, Julien, 21 ans, et Marguerite, 17 ans, sont exécutés à Paris, en place de Grève, le matin du 2 décembre 1603. Selon le Journal du règne de Henry IV, Roi de France et de Navarre de Pierre de l'Estoile, le roi aurait dit : « si la femme n'eût point été mariée, il lui eût volontiers donné sa grâce, mais que l'étant il ne le pouvait ».
Ils auraient été enterrés dans l'église Saint-Jean-en-Grève, avec l'épitaphe : « Ci-gisent le frère et la sœur. Passant ne t'informe pas de la cause de leur mort, mais passe et prie Dieu pour leur âme. » Francois de Rosset mentionne cette épitaphe, que Paul Le Cacheux met en doute, aucun autre texte n'en portant la trace ; l'église a été détruite en 1800, ne permettant pas de savoir si elle a bien été gravée.
Après l'exécution, le père et l'oncle de Julien et Marguerite, abbé de Tourlaville ou de Hambye, multiplient les actes de bienfaisance envers les pauvres et les dotations aux églises. Ainsi, Jean fait construire en 1625 un couvent de bénédictines au no 17 rue au Fourdrey à Cherbourg, dont Charlotte de La Vigne, sœur de l'épouse de Jean, est la première abbesse. L'année suivante, la peste qui s'abat sur la ville atteint quelques sœurs et persuade les religieuses de s'établir, temporairement puis définitivement, à Valognes, dans le couvent qui jusqu'en 1789, prend le nom  de « Notre-Dame-de-Protection ».

## Leur légende
Un tableau attribué à Pierre Mignard, Marguerite et les amours, représente une châtelaine entourée d'angelots, mais n'en regardant qu'un, aux ailes rouge sang, et en disant : « un me suffit ».
Le drame a inspiré François de Rosset dans l'Histoire VII du recueil Les Histoires tragiques de nostre temps, ainsi que Jules Barbey d'Aurevilly, avec Une page d'histoire. Barbey d'Aurevilly fait une lecture byronnienne de l'aventure, le titre original de la nouvelle étant d'ailleurs Le Retour de Valognes. Un poème inédit de Lord Byron.
Jean Gruault a écrit pour François Truffaut le scénario Julien et Marguerite, projet abandonné en 1973 puis repris en 2015 par Valérie Donzelli sous le titre Marguerite et Julien, avec Anaïs Demoustier et Jérémie Elkaïm.
L'histoire de Marguerite et Julien de Ravalet sert d'inspiration à la série de romans La Florentine de Juliette Benzoni, dont le premier tome est paru en 1988. L'héroïne, Fiora, est la fille de Jean et Marie de Brévailles, un frère et une sœur incestueux dont l'histoire ressemble très fortement, pratiquement dans les moindres détails, à celle de Julien et Marguerite de Ravalet.
Le compositeur canadien John Rea s’est inspiré de cette histoire pour son œuvre Le Petit Livre des Ravalet, avec un texte de Joseph Mignolet (1983). La plus récente représentation en a eu lieu le 16 mai 2016, à l’Usine-C, à Montréal, une coproduction de la Société de musique contemporaine du Québec et Ubu compagnie de création, dans une mise en scène de Denis Marleau (participants : Walter Boudreau, chef, Suzie LeBlanc, soprano, Marie-Annick Béliveau, mezzo-soprano, Rose-Maïté Erkoreka et Étienne Pilon, comédiens, Yanick Villedieu, narrateur, et les musiciens de l’Ensemble de la SMCQ).
La Compagnie À fleur de mots, compagnie de théâtre cherbourgeoise, a créé en 2021 une pièce de théâtre de Dominique Hamelin et Claude Chalopin, inspirée de l'histoire de Julien et Marguerite de Ravalet. Intitulée Julien et Marguerite, l'amour interdit, elle est jouée au festival d'Avignon en 2022 et 2024.

### Sources et bibliographie
- Paul Le Cacheux Le procès des Ravalet Saint-Lô 1911 (contient la reproduction des interrogatoires des accusés et de l'arrêté de condamnation)
- Jules Barbey d'Aurevilly, Une page d’histoire, 1886
- Tancrède Martel, Julien et Marguerite de Ravalet (1582-1603) : un drame passionnel sous Henri IV, éd. Alphonse Lemerre, 1920, réédition Isoète, 1992
- Claude Pasteur, Julien et Marguerite, Elle no 1056, mars 1966
- Colette Piat, Julien et Marguerite. Les Amants maudits de Tourlaville, Paris, Albin Michel, 1985
- Michel Carmona, Une affaire d'inceste, Julien et Marguerite Ravalet, Paris, Librairie académique Perrin, 1987
- Yves Jacob, Les Anges maudits de Tourlaville, Paris, Presses de la Cité, 2004  (ISBN 9782258064607)
- Claude Charmes, Marguerite et Julien : les enfants de Tourlaville, Isoète 2007  (ISBN 9782913920644)
- Maurice Lecœur, L'Affaire de Tourlaville : un drame de l'inceste dans le Cotentin du XVIe siècle, Artigues-près-Bordeaux, Delmas, 1992  (ISBN 9782950714701)